# Аеродром Палермо-Фалконе Борселино
Аеродром „Фалконе Борселино” Палермо-Пунта Раизи (итал. Aeroporto „Falcone Borsellino” Palermo-Punta Raisi) је ваздушна лука италијанског града Палерма, највећег и главног града Сицилије. Аеродром је смештен 35 km западно од града, поред места Ћинизи. Он опслужује северозападни део острва са многобројним туристичким одредиштима.
Ваздушна лука Палерма је последњих година једна од најпрометнијих у Италији. 2024. године промет путника је био скоро 9 милиона.
Аеродром је авио-чвориште за нискотарифне авиопревознике „Рајанер” и „Волотеу”. 